# Guillermo Jiménez (escritor y diplomático)
Guillermo Jiménez (Ciudad Guzmán, Jalisco, 9 de marzo de 1891-Ciudad de México, 13 de marzo de 1967) fue un escritor y diplomático mexicano.

## Biografía
Guillermo Jiménez, escritor y diplomático, nació el 9 de marzo de 1891, en la casa de su abuelo, ubicada en la intersección de las calles Artes y San Antonio (hoy, calles José Rolón y Federico del Toro), en Ciudad Guzmán. Cursó la instrucción primaria en la escuela anexa a la parroquia, y en el Colegio de los Maristas de la Inmaculada Concepción de Guadalajara. Se inscribió en el Seminario Auxiliar de San José de Zapotlán el Grande tras su retorno de la ciudad de Guadalajara. Salió del seminario por carecer de vocación.
Sus primeros estudios los realizó en el Seminario Conciliar de Zapotlán el Grande, Jalisco. Trabajó como funcionario de la Oficina de Correos de la Ciudad de México, ingresó al servicio diplomático, y su primer puesto lo desempeñó en la Legación de México en Madrid, España (1919-1924), en tiempo de la Monarquía. En aquel entonces el embajador mexicano en la capital del Reino de España era Alfonso Reyes, y el secretario, Artemio de Valle Arizpe. Tras pasar una temporada en París, Francia, regresó a la Ciudad de México, en donde pasó la mayor parte de su vida. Ocupó varios puestos importantes en el gobierno mexicano.
El presidente de la República Adolfo Ruiz Cortines (1952-1958), lo nombró Ministro Plenipotenciario en la Legación de México en Viena, Austria, cargo que ocupó de 1953 a 1959. Después se jubiló.
Su labor literaria, ya iniciada en México, prosiguió y envió su colaboración a diferentes revistas y periódicos; ofreció conferencias y colaboró en diferentes diarios europeos. El P.E.N. Club Austriaco lo nombró socio honorario en una emotiva ceremonia, en donde escritores austriacos le rindieron homenaje como escritor.
Al terminar su periodo de ministro de México en Austria, fue condecorado con "La Gran Cruz", otorgada por el Gobierno de Austria, por su labor de amistad y acercamiento entre los dos países. También fue distinguido con "Las Palmas Académicas" y Reconocimiento de Francia por su labor literaria a favor de los franceses durante la Segunda Guerra Mundial. Este reconocimiento se le otorgó en el año de 1947. En agosto de 1951, le fue conferida la "Orden de Caballero de la Legión de Honor de Francia" como hombre de letras, siendo esta la más alta condecoración que otorga el gobierno francés. En su Estado natal, el gobierno de Jalisco le confirió la medalla de honor "José María Vigil" en el año 1956; en ese mismo año, el Ayuntamiento de Zapotlán el Grande le concedió otro diploma con la gratitud de los habitantes de su ciudad por haber dado renombre nacional e internacional con sus obras: Zapotlán y Constanza, a la ciudad que lo vio nacer.
Se casó con Margarita Martínez Aráuna Portilla; tuvieron una hija, Margarita Constanza.

### Deceso
Murió en la Ciudad de México, el lunes 13 de marzo de 1967, a causa de un paro cardíaco, a la edad de 76 años. Está sepultado en el Panteón Jardín de la capital mexicana.

## RevistaNúmero, y obras principales
En el decenio de 1930 fundó la revista literaria Número, en la cual colaboraron los más distinguidos literatos y pintores mexicanos de ese tiempo. Fue autor de más de veinte libros, muchos de los cuales han tenido varias ediciones. Entre ellos: Almas inquietas (1915), Del pasado (1916), La de los ojos oblicuos (1918), La canción de la lluvia (1920), Constanza (1921), este último libro evocador, una semblanza de su madre, la cual ha sido editada más de cinco veces y ha sido tomada como texto de la Lengua Española en varios libros de educación secundaria, como ejemplo de Literatura Mexicana, debido a su sencillez y pulcritud; ha sido reproducida para estudiantes de lengua inglesa que desean aprender el español como segunda lengua; La ventana abierta (1922), Cuaderno de notas (1929), Zapotlán (1931), La danza de México (1932), Fichas de la pintura (edición de la Universidad Nacional Autónoma de México, 1937), y Balzac. A su muerte, dejó dos obras inéditas: Viena amor mío y una semblanza sobre san Francisco de Asís.

## Premios y distinciones
- Palmas Académicas, Francia, 1947.
- Caballero de la Legión de Honor, Francia, 1951.
- Medalla de Honor "José María Vigil", Guadalajara, 1956.
- Diploma de Gratitud, por el Ayuntamiento de Zapotlán el Grande, 1956.
- Socio honorario del P.E.N. Club Austriaco, en Viena.
- Condecoración de "La Gran Cruz de Austria" por parte del Gobierno de Austria, 1959.
- Declarado "Hijo esclarecido de Ciudad Guzmán" por el Ayuntamiento de Zapotlán el Grande, 1991.